# Joe Anderson
Joe Anderson (ur. 26 marca 1982) – brytyjski aktor filmowy, telewizyjny i teatralny.

## Życiorys
Urodził się jako syn agentki talentów aktorskich Lesley (z domu Duff) i aktora Milesa Andersona. Jego brat Max Anderson to skateboardzista. Karierę aktorską rozpoczął już jako dziecko na scenie w Chichester Festival Theatre. Przez pewien okres mieszkał na łodzi. Uczęszczał do szkoły średniej Richmond upon Thames College, a później do Webber Douglas Academy of Dramatic Art w Londynie. W szkole zdiagnozowano u niego dysleksję. Studiował także fotografię.
Debiutował na dużym ekranie jako model w dreszczowcu Lęk (Creep, 2004) u boku Franki Potente. Potem pojawił się w jednym z odcinków serialu kryminalnego BBC/Hallmark Morderstwa w Midsomer (Midsomer Murders, 2005). W filmie muzycznym Agnieszki Holland Kopia mistrza (Copying Beethoven, 2006) wcielił się w postać brata Ludwiga van Beethovena (Ed Harris) – Kaspara Antona Karla van Beethovena. W melodramacie muzycznym Across the Universe (2007) wystąpił w roli brata Lucy, Maxa, który zostaje powołany na wojnę w Wietnamie. W biograficznym dramacie muzycznym Antona Corbijna Control (2007) zagrał autentyczną postać Petera Hooka, basisty nowofalowego zespołu Joy Division.

## Filmografia

### Filmy kinowe
- 2004: Lęk (Creep) jako Model
- 2005: Śmiertelna cisza (Silence Becomes You) jako Luke
- 2005: Morderstwa w Midsomer (Midsomer Murders) jako Max Ramsom
- 2006: Kopia mistrza (Copying Beethoven) jako Karl van Beethoven
- 2006: Mała skrzynka słodkości (Little Box of Sweets) jako Seth
- 2007: Zakochana Jane (Becoming Jane) jako Henry Austen
- 2007: Control jako Peter Hook
- 2007: Across the Universe jako Max Carrigan
- 2008: Ruiny (The Ruins) jako Mathias
- 2008: The 27 Club jako Elliot
- 2009: High Life jako Donnie
- 2009: Miłość w Seattle (Love Happens) jako Tyler
- 2009]: Amelia Earhart (Amelia) jako Bill
- 2009: Operation: Endgame jako Fool
- 2010: Opętani (The Crazies) jako Russell Clank
- 2010: Flutter jako John
- 2012: Przetrwanie (The Grey) jako Flannery
- 2012: Saga „Zmierzch”: Przed świtem (The Twilight Saga: Breaking Dawn) jako Alistair
- 2013: Czysty strzał (A Single Shot) jako Obadiah
- 2014: Herkules jako Fineus
- 2017: The Ballad of Lefty Brown jako Frank Baines
- 2017: M jak morderca (Hangman) jako Hangman
- 2019: Ognisty podmuch 2 (Backdraft 2) jako Sean McCaffrey
- 2019: Cold Blood Legacy (Cold Blood) jako Kappa
- 2020: The Reckoning jako Joseph

### Seriale TV
- 2005: Morderstwa w Midsomer (Midsomer Murders) jako Max Ransom
- 2005: Życie po życiu (Afterlife) jako Phil
- 2012: Rzeka (The River) jako Lincoln Cole
- 2015: Hannibal jako Mason Verger
- 2016–2017: Outsiders jako Asa Farrell